# Cristina Barros Valero
Cristina Barros Valero (Ciudad de México, 8 de octubre de 1946) es una escritora, maestra, columnista y divulgadora dedicada a la investigación de la Cocina, Historia y Cultura Popular Mexicana. 
Es hija de Javier Barros Sierra y María Cristina Valero Rosell; y bisnieta de Justo Sierra Méndez. Es defensora de la gastronomía mexicana y activista social en defensa de la comida mexicana, el maíz nativo y la calidad de vida urbana.
En una entrevista al programa "Otro Ángulo", argumentó que uno de los principales cambios que ha experimentado la comida mexicana en los últimos años es la pérdida de nuestra dieta tradicional basada en productos naturales: maíz, frijol, chile y verduras como los quelites. Busca apoyar la agricultura tradicional. Así mismo, acota que la comida mexicana es una de las más variadas del mundo. Es una opositora a la entrada de semillas y alimentos transgénicos.
En 2021, fue la curadora general del museo Cencalli. La casa del maíz y la cultura alimentaria en el Complejo Cultural Los Pinos. Un museo dedicado al maíz y a su importancia cultural, histórica y social en México.

## Biografía
Nació el 8 de octubre de 1946 en la Ciudad de México. Es Licenciada en Lengua y Literatura Españolas (1970) y Maestra en Letras (1976) por la Facultad de Filosofía y Letras de la Universidad Nacional Autónoma de México (UNAM), donde fue profesora de 1968 a 1980. De 1980 a 1988, fue directora general del Colegio Madrid. En el 2000, recibió la presea Miguel Othón de Mendizábal por su contribución a la conservación, protección y difusión de nuestro patrimonio cultural, otorgada por Conaculta/INAH. Desde 2004, ha sido una de las principales promotoras, y creó el expediente documental para que la Cocina Mexicana fuera reconocida como Patrimonio Cultural Inmaterial de la Humanidad por la Unesco. En 2016, recibió la Medalla Ricardo Muñoz Zurita en Guadalajara, Jalisco, durante el Festival Internacional de Sabores (COME). En 2018, fue condecorada como la primera mujer en ser reconocida como Caballero de la Orden Mundial por la Academia Culinaria de Francia por su trayectoria y defensa de la comida mexicana.  
De 1993 a 2017, publicó junto a Marco Buenrostro la columna «Itacate» en la sección Cultura, del diario La Jornada. Es integrante de la campaña «Sin maíz no hay país» desde su inicio y también de la Unión de Científicos Comprometidos con la Sociedad (UCCS). 

## Publicaciones
Autoría
- "Realismo y naturalismo”, en Siglo XIX: Romanticismo, Realismo y naturalismo, ANUIES, México, 1976. (Varias ediciones y reimpresiones).
- La carrera de lengua y literaturas hispánicas. Una contribución a su análisis, UNAM, México, 1978.
- “Justificación técnica” y “Riesgos” para el expediente Pueblos de maíz. La cocina ancestral de México. Ritos, ceremonias y prácticas culturales de la cocina de los mexicanos que se presentó ante la UNESCO, México, Conaculta, 2004.
- Los libros de la cocina mexicana, México, Conaculta, 2008; segunda edición 2009.
- Justo Sierra siempre joven, México, Gobierno del Estado de Campeche, 2013.

Coautoría
- con Catalina Sierra, prólogo, selección y notas para Justo Sierra, textos. Una antología General, SEP/UNAM, México, 1982. ((Clásicos Americanos).
- con Catalina Sierra, Ignacio Manuel Altamirano. Iconografía; FCE, México, 1992. (En 1999 apareció la 2ª ed.).
- con Catalina Sierra, recopilación, notas y prólogo para Justo Sierra Epistolario con Porfirio Díaz y otros, México, UNAM, 1993. (Obras completas t. XV).
- con Catalina Sierra, recopilación, notas y prólogo para Justo Sierra, Obra diversa, México, UNAM, 1994. (Obras completas XVI).
- con Mónica del Villar, El santo olor de la panadería, Procuraduría Federal del Consumidor (PROFECO) y Fernández Cueto Editores, 1994.
- con Marco Buenrostro, Las once y sereno. Tipos mexicanos. Siglo XIX, Conaculta/ Lotería Nacional/ (fondo de Cultura Económica (FCE), 1994.
- con Marco Buenrostro, La raíz fracturada. Testimonios sobre los indios de México. UNAM/ Asemex, 1994.
- con Marco Buenrostro, Itacate. La sorprendente cocina mexicana. Editorial Grijalbo, 1996.
- con Marco Buenrostro, Lázaro Cárdenas. Conciencia viva de México. Iconografía. IPN/ CFE/ ICA/ Centenario Lázaro Cárdenas, A. C, 1997.
- con Marco Buenrostro, Centro histórico. Historia y recorridos.  JGH Editores, 1997.
- con Marco Buenrostro, Vida cotidiana. Ciudad de México 1850-1910. Conaculta/ UNAM/ Lotería Nacional/ FCE, 1997.
- con Marco Buenrostro, Amaranto fuente maravillosa de sabor y salud. Editorial Grijalbo, 1997.
- con Marco Buenrostro, El maravilloso nopal. Editorial Grijalbo, 1998.
- con Marco Buenrostro, Cocina prehispánica y colonial, Conaculta, México, 2000 (col. Tercer Milenio).
- con Marco Buenrostro, La panadería de Tlaxcala ayer y hoy, Gobierno del Estado de Tlaxcala; México, 2004.
- con Marco Buenrostro, Tlacualero. Alimentación y cultura de los antiguos mexicanos, México, Instituto Nacional de Ciencias Médicas y Nutrición Salvador Zubirán (INCMNSZ), 2016.